# Santo Antônio do Aventureiro
Santo Antônio do Aventureiro là một đô thị thuộc bang Minas Gerais, Brasil. Đô thị này có diện tích 138 km², dân số năm 2007 là 3489 người, mật độ 17,5 người/km².